# 프로젝트 위기
프로젝트 위기는 인간가치를 드높이고자 하는 교육을 회복하기 위해 학생들이 직접 교육개혁을 주도하겠다는 취지로 2014년 결성된 단체다. 초기에는 대형 콘퍼런스와 네트워크 파티 등을 통해 담론을 수렴하고 연구했으며 최근에는 제도 변화보다는 문화를 형성하는데 주력하고 있다. 2021년에는 단체의 활동을 담은 다큐멘터리 '당신은 학생인가'를 개봉했다.

## 주요 이념

### 위기지학
위기지학(爲己之學)은 <논어> 헌문편에 나오는 "옛날에는 자기 자신을 위해 배웠지만 지금은 남의 눈을 의식한 학문을 한다"에서 나오는 개념으로, 참된 나다움을 밝히기 위한 공부를 뜻한다. 이는 남에게 보여주기 위한 공부인 위인지학(爲人之學)과 대비되는 개념으로, 공자는 위인지학을 비판하고 위기지학이 학문의 본질이라고 강조했다. 백진우 '프로젝트 위기' 대표는 시험 공부가 대표적인 남에게 보여주기 위한 공부법이라며, 입시 위주의 공부, 경쟁을 위한 공부가 위인지학에 가깝다고 판단하고 그 해결을 위기지학에서 찾았다. 위기지학은 단체명과 로고에도 반영됐다.

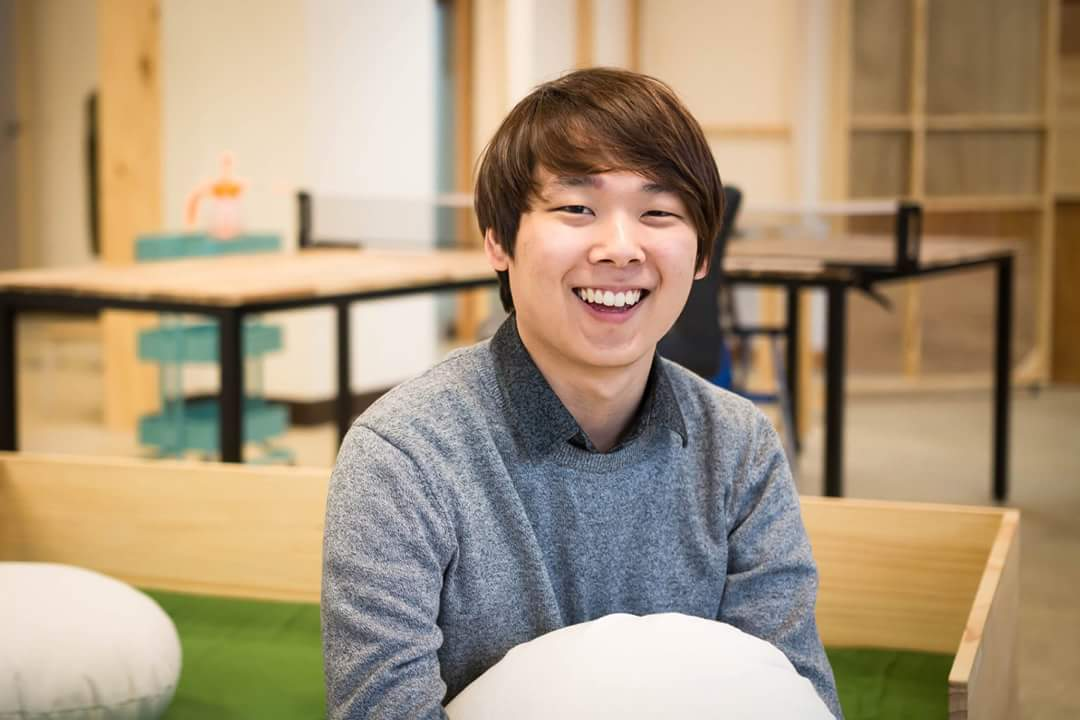
백진우 프로젝트 위기 대표

### 교육 재정의
일반적으로 교육과 학교가 유사한 것으로 여기지만 학교는 기관이고 교육은 인간이 하는 행위라는 점에서 이 둘을 구분하고 후자에 집중한다. 2016년 인터뷰에서 백진우는 인간이 서로의 생각을 공유함으로써 가르침의 행위와 배움의 행위가 이루어지는데, 이것이 곧 교육이라고 이야기했다.한편 단체 초기부터 교육과 학교를 구분하지는 않은 것으로 보인다.

### 개인 중심 변화
단체 초기에는 위기지학을 방해하는 것이 대한민국 교육체계라고 보고 이러한 제도를 어떻게 개혁할 수 있을까 하는 생각으로 각종 콘퍼런스를 열었으나, 대학 입시규정은 해마다 바뀌고 학제도 수시로 바뀌었지만 늘 같은 문제가 반복되는 것을 보며 더 이상 제도로 교육개혁을 하는 건 어렵다고 결론지었다. 그래서 능동적으로 학습하는 개인을 통해 사회가 변화하는 것을 해법으로 제시한다. 실제로 백진우는 시험을 앞두고 별도의 시험공부를 하지 않고 평소 실력으로 시험에 응시하는데, 이를 통해 정확한 자기 실력을 검증하고 돌아보는 기회가 된다고 이야기했다. 관련 인터뷰에서 백진우는 "위기지학 정신을 받아들여 개인수양을 목적으로 공부한다면 충분히 우리 교육계는 바뀔 수 있습니다"라고 이야기했다.

## 역사

### 설립
학창시절에 문학을 좋아했던 백진우는 학교에서 공부하는 문학이 너무 기계적이라 느끼고 이로부터 교육에 대한 문제의식을 가졌다. 2014년 11월 21일 당시 고등학교 3학년이었던 백진우는 제주에서 열린 '세바시 PAN 2014'에 참석해 자신을 위한 공부를 하지 못하는 교육체제를 비판하고, 교육개혁 활동을 하겠다는 발표를 했다. 당시 청중으로 있었던 노소영 아트센터 나비 관장이 발표를 듣고 단체 설립에 도움을 주겠다고 제안했다. 이에 백진우는 함께 경기외국어고등학교를 졸업한 같은 반 친구 5명과 함께 기획팀을 꾸려 논어에 나오는 '위기지학'에서 영감받아 프로젝트 위기를 설립했다.

### 설립~2016년 2월
기획팀은 대학수학능력시험을 함께 준비하면서 시험 치르기에 치중된 교육에 답답함을 느끼고 이를 교육 현장에 있는 사람들과 함께 이야기하고자 콘퍼런스를 열었다. 2015년 2월 28일에 열린 첫 콘퍼런스에는 학생, 교사, 기업인을 대변해 최훈민 희망의 우리학교 대표, 전성은 전 거창고 교장 및 교육혁신위원장, 여지영 SK텔레콤 전 인사팀장, 이혜영 아쇼카 코리아 대표를 연사로 구성했는데, 기업인은 대학입시 다음 관문이 될 취업에서 중요한 '기업이 원하는 인재상' 설명을 듣기 위해 초청했다. 해당 콘퍼런스에서 여지영 팀장은 기업도 시험만 잘 보는 인재를 원치 않고 이에 따라 정작 기업에서는 뽑을만한 사람이 없다고 볼멘 소리를 낸다고 이야기했다.

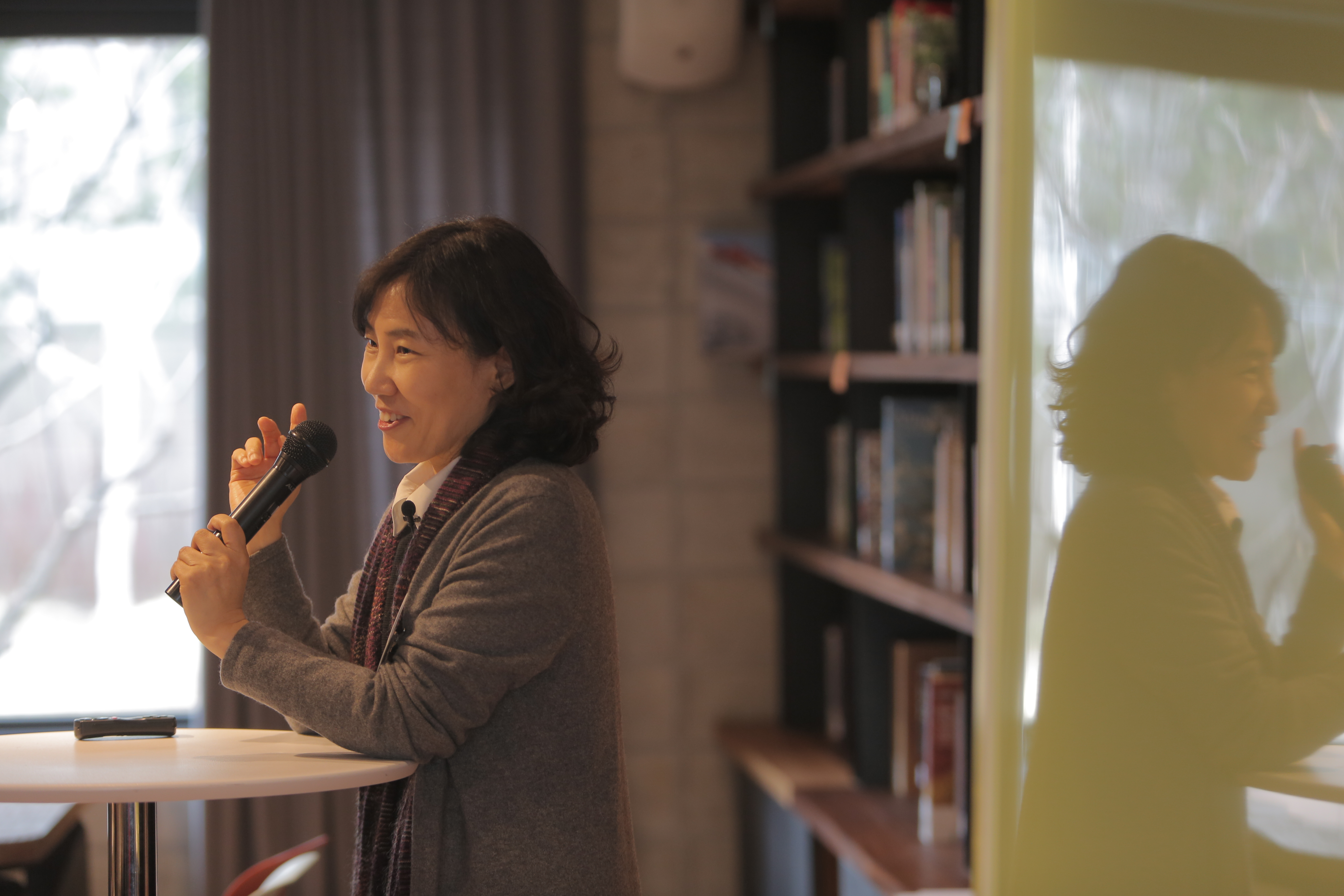
콘퍼런스 위기 2015 여지영 강연

이후 프로젝트 위기는 백진우를 중심으로 팀 구성원을 변화하며 각종 콘퍼런스 및 네트워크 파티를 열었는데, 2016년 2월 26일 열린 콘퍼런스에서는 박도순 초대 한국교육과정평가원장이 "학교에서는 실제 수능이라는 하나의 기준에 맞춰 똑같이 가르쳤"다며 "이런 평가라면 없애도 아무 문제 없"다고 이야기한 것이 단체에 큰 영향을 주었다. 백진우는 수능을 직접 만든 이조차 폐지의 목소리를 내고 있는 것을 보고 제도로 교육개혁을 하는 것의 한계를 깨닫고, 개인으로부터 변화가 시작되어야 한다며 단체의 활동 방향을 담론 형성으로부터 자발적 삶 변화로 바꾸었다.

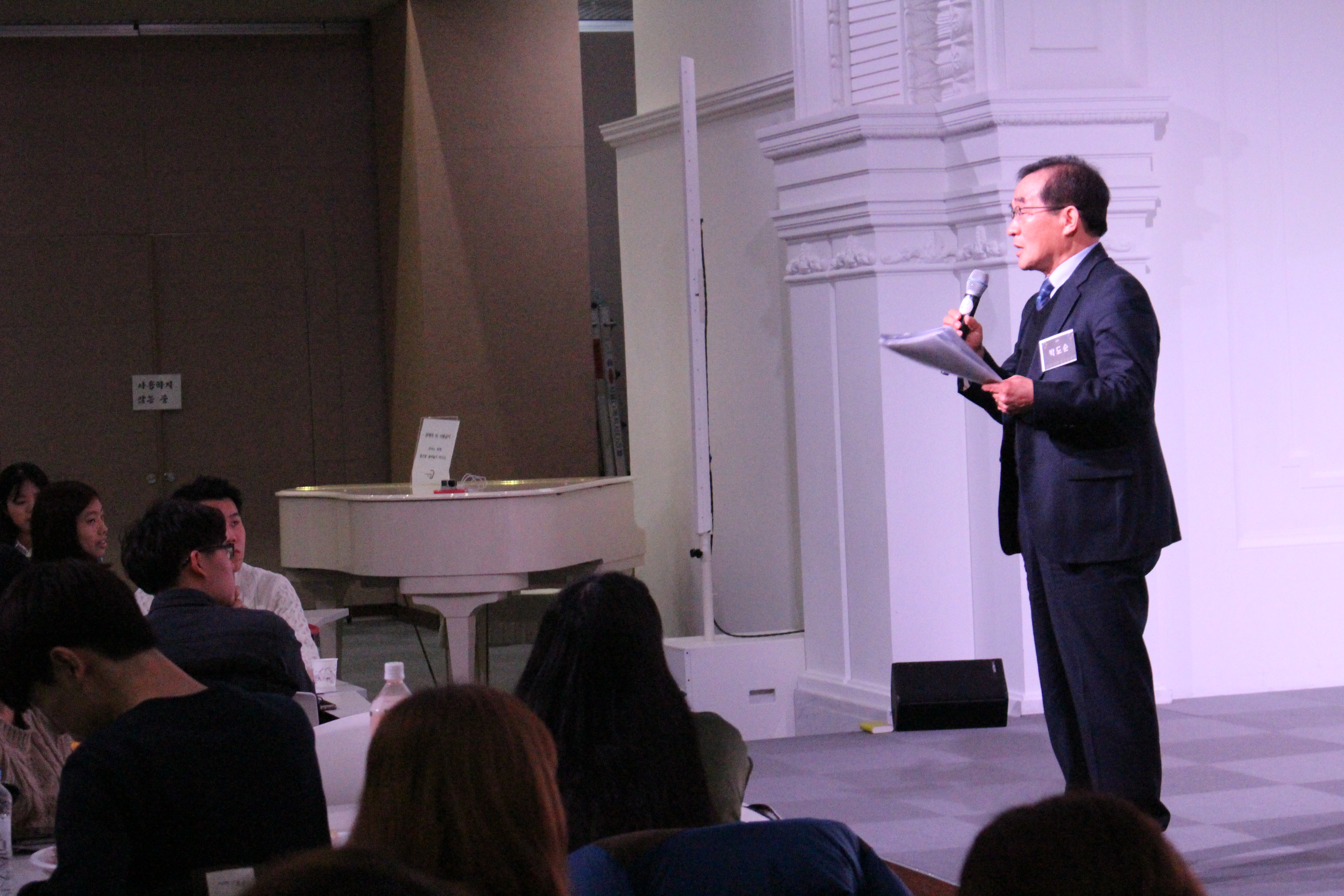
콘퍼런스 위기 2016 WINTER 박도순 강연

### 2016년 3월~2019년

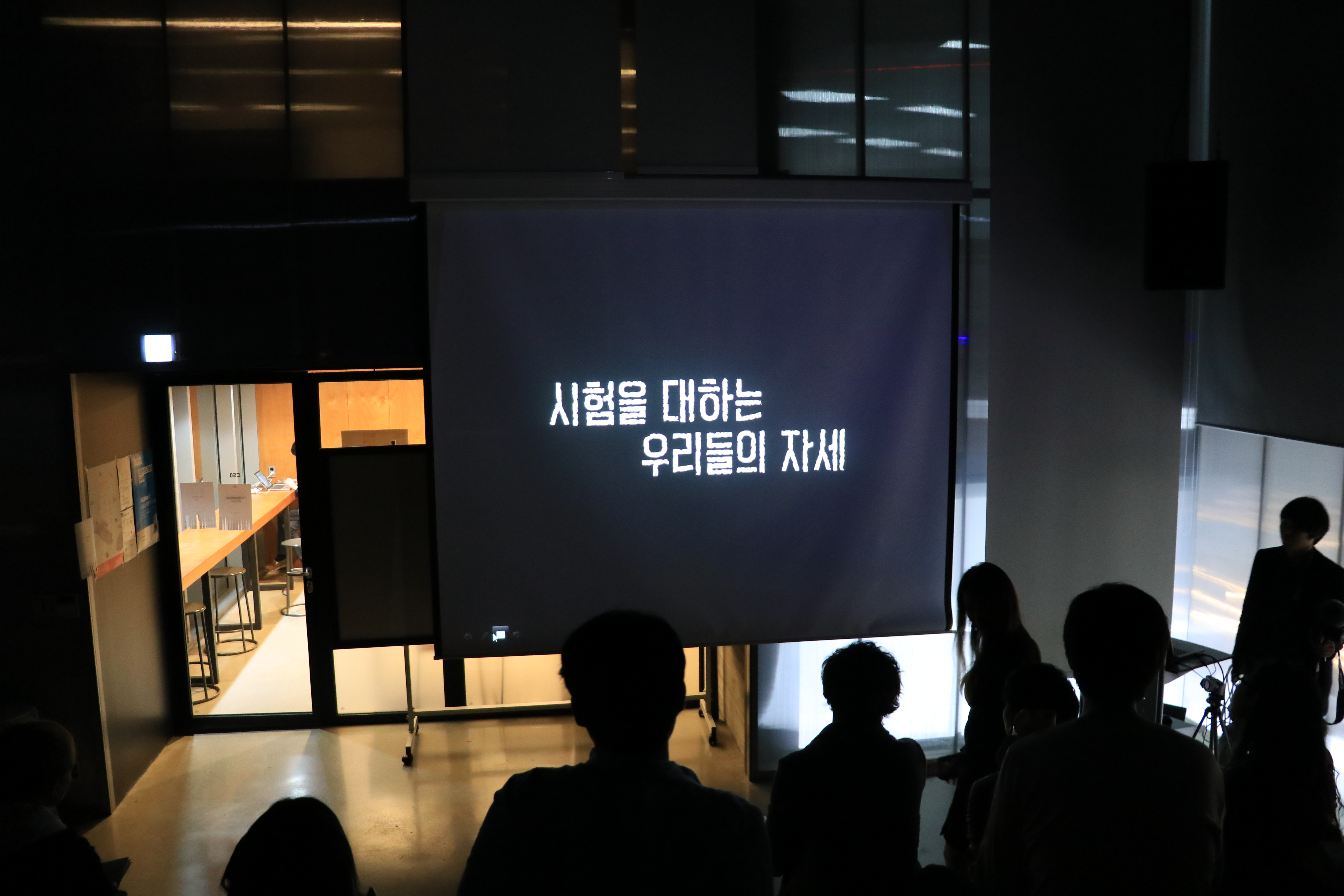
'시험공부 안하기 프로젝트' 다큐멘터리 시사회

더 이상 남에게 잘 보이기 위해 공부하지 않고 자신의 본질을 밝히기 위한 공부를 하는 삶을 연구하기 위해 2016년 10월에는 '시험공부 안하기 프로젝트'를 시도해 중간고사를 앞두고 여행을 가 시험 직전 공부를 하지 않고 평상시 공부한 것으로 시험을 본 것을 다큐멘터리로 남겼으며, 2016년 11월에는 자발적 학습을 원하는 이들에게 새로운 교육 콘텐츠를 알리는 산하 교육전문미디어 '교육판'을 선보였다. 또한 2017년부터 2019년에는 시험 중심 공부의 한계를 지적하고 자기실현을 위한 공부를 강조하기 위해 대학생들이 해당년도 수능을 직접 풀어보는 행사를 열어 연합뉴스, 중앙일보, 경향신문, JTBC뉴스룸등 다수의 언론과 여론의 주목을 받았다.

### 2021년
단체의 활동을 담은 다큐멘터리 '당신은 학생인가'를 2021년 11월 18일 개봉했다.

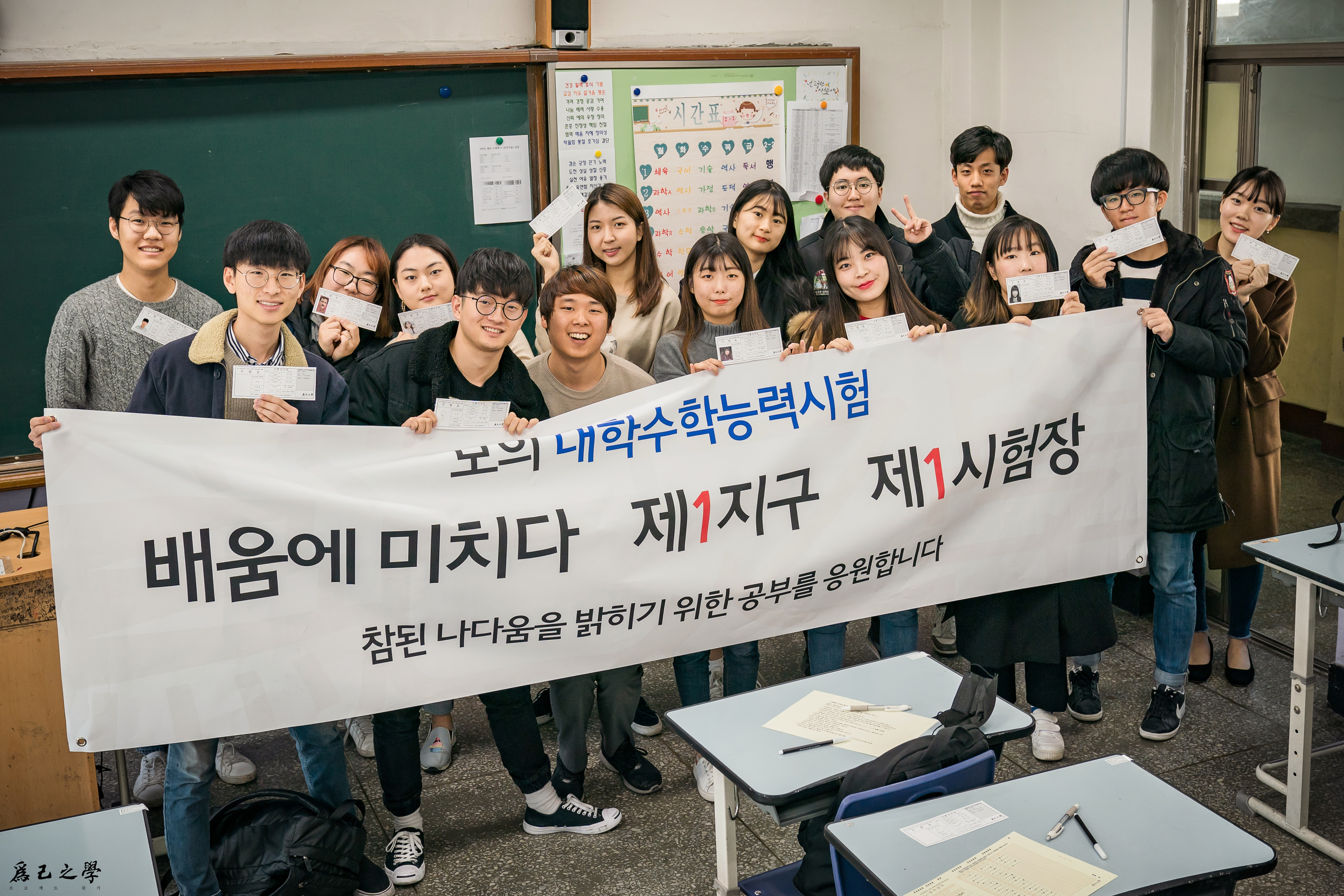
2019 모의 대학수학능력시험